# Undicesimo arsenale tecnico aeronavale
L'Undicesimo arsenale tecnico aeronavale (第11海軍航空廠?, Dai-Jūichi Kaigun Kōkū-shō), indicato anche come Arsenale navale Hiro (広海軍工廠?, Hiro Kaigun Kōshō) o semplicemente abbreviato in Hiro, fu un dipartimento della Marina imperiale giapponese basato a Hiro, villaggio alla periferia di Kure in seguito inglobato nel suo tessuto urbano, al quale era assegnato il compito della progettazione e sviluppo di velivoli come dotazione dei reparti della Dai-Nippon Teikoku Kaigun Kōkū Hombu, la propria componente aerea.
Provvisto di uno stabilimento di produzione, realizzò alcuni modelli di idrovolante e motori aeronautici, nonché contribuì alla costruzione di modelli di aereo su licenza prima e durante lo svolgimento della Seconda guerra mondiale, venendo quasi totalmente distrutto dalle missioni di bombardamento strategico statunitensi nel raid del 5 maggio 1945 ad opera dei Boeing B-29 Superfortress.

## Sviluppo e progettazione

### Aerei
- Hiro R-3 - idrovolante sperimentale, prototipo, realizzato in un solo esemplare.
- Hiro H1H - idrobombardiere/idroricognitore biplano sviluppato dal britannico Felixstowe F.5.
- Hiro H2H - idropattugliatore marittimo biplano sviluppato dal britannico Supermarine Southampton II.
- Hiro H3H - idrobombardiere/ricognitore, prototipo, realizzato in un solo esemplare.
- Hiro H4H - idroricognitore.
- Hiro H10H - progetto non completato.
- Hiro G2H - bombardiere a lungo raggio.
- Yokosuka D4Y2-S - variante caccia notturno dell'originario bombardiere in picchiata imbarcato D4Y.

## Produzione su licenza

### Aerei
- Aichi E13A - idroricognitore a scarponi.
- Yokosuka B3Y - bombardiere in picchiata imbarcato.
- Yokosuka D4Y - bombardiere in picchiata imbarcato.
- Nakajima B5N - aerosilurante/bombardiere in picchiata imbarcato.

### Motori aeronautici
- modelli su licenza Lorraine-Dietrich.
- Hiro Type 14 - Motore W12, sviluppo del Napier Lion.
- Hiro Type 91 - Motore W12, sviluppo del Lorraine 12E Courlis.
- Hiro Type 94 - Motore W18, sviluppo maggiorato del Type 91.